# Mareike Müller (Basketballspielerin)
Mareike Müller (* 17. Februar 1995 in Halle (Saale)) ist ein deutsches Model und ehemalige Basketballspielerin.

## Biografie
Müller fing 2000 mit Kinderbasketball beim Universitätssportverein Halle an. 2007 wechselte sie zum SV Halle und wurde mit dem Verein Deutscher U14-Basketballmeister. 2010 wurde sie mit dem SV Halle Lions Deutscher Meister der Weiblichen Nachwuchs-Basketball-Bundesliga und spielte 2014/15 sowie 2015/16 mit dem Verein in der 1. Damen-Basketball-Bundesliga. Müller wechselte 2016 zu Eintracht Braunschweig und kam in der Spielzeit 2016/17 in der 2. Damen-Basketball-Bundesliga zum Einsatz.
Müller studierte nebenbei Fashionmanagement. Wegen einer Verletzung beendete sie ihre Profikarriere. 2020 nahm sie an der 2021 ausgestrahlten 16. Staffel der Castingshow Germany’s Next Topmodel teil und erreichte den 13. Platz.